# Tabakfreier Nikotinbeutel

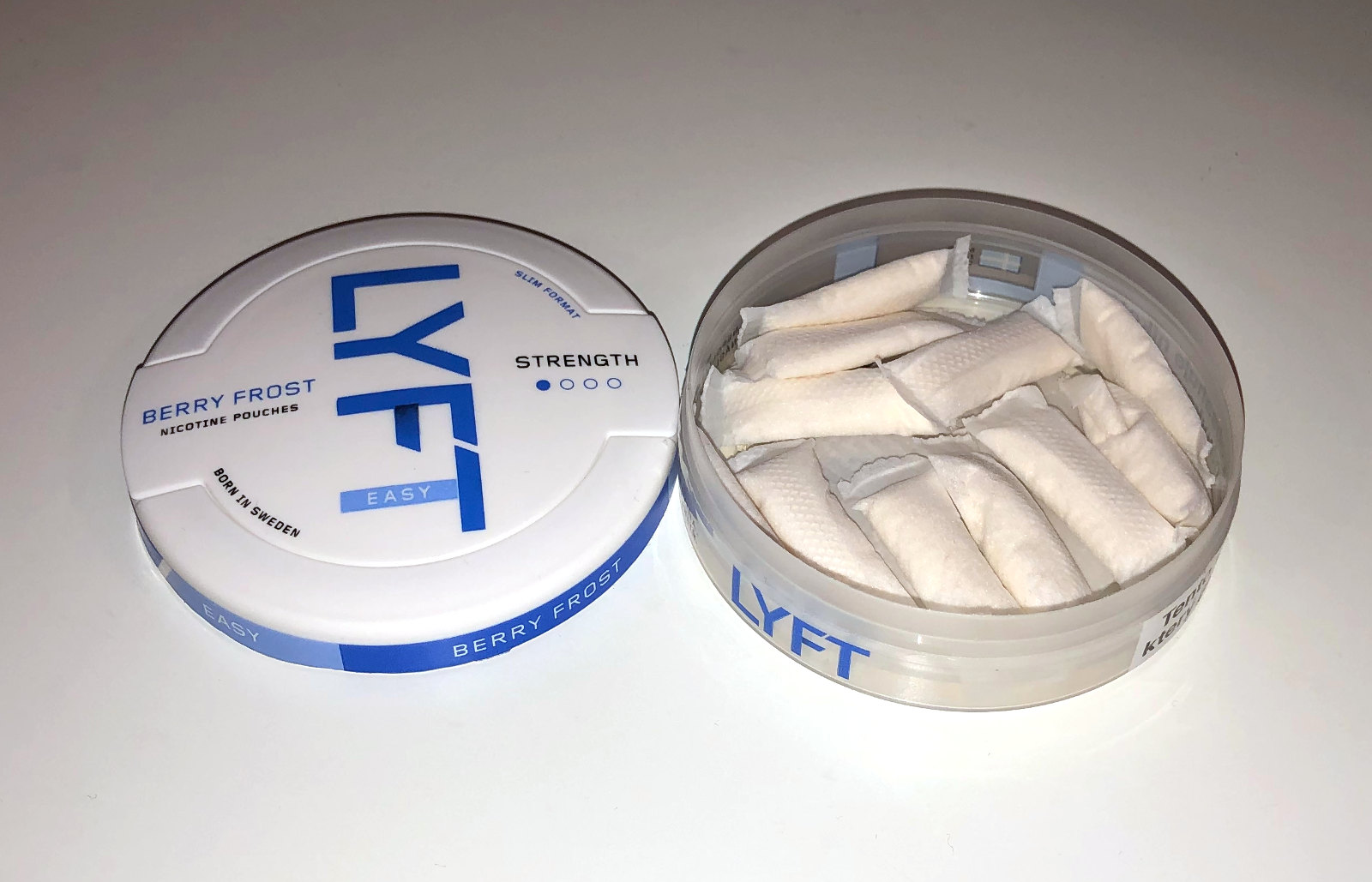
Tabakfreie Nikotinbeutel mit Beeren-Aroma.

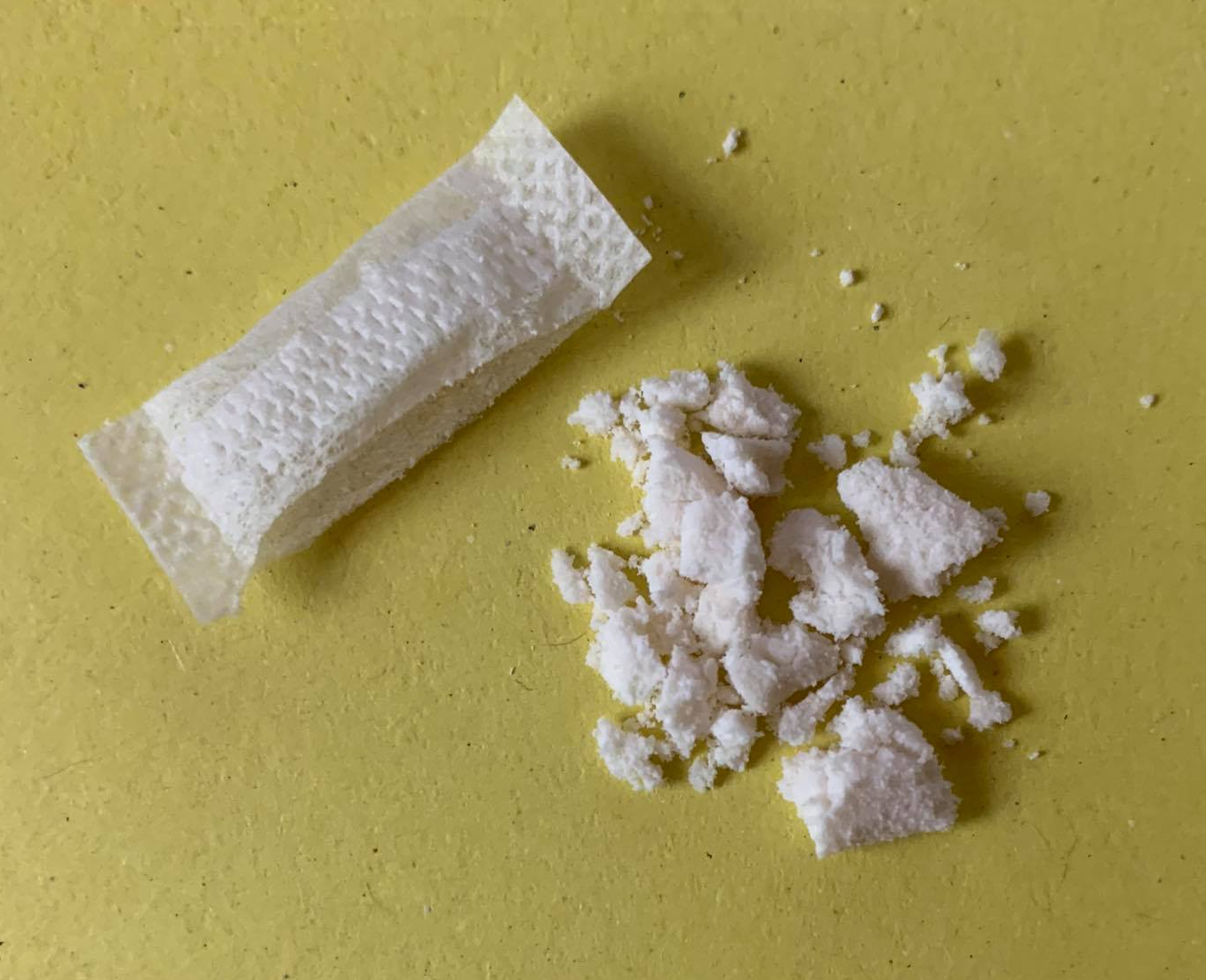
Inhalt des Nikotinbeutels

Tabakfreie Nikotinbeutel (engl. nicotine pouch, umgangssprachlich auch White Snus) sind nikotinhaltige Erzeugnisse, die oral über die Mundschleimhaut konsumiert werden – wie beim Oraltabak Snus –, aber keinen Tabak enthalten. Die Produkte sind insbesondere in Skandinavien beliebt, werden aber auch in Österreich und in der Schweiz angeboten. Im Gegensatz dazu sind die Produkte in Deutschland nicht legal handelbar.

## Inhaltsstoffe
Tabakfreie Nikotinbeutel bestehen aus Füllstoffen in Lebensmittelqualität (z. B. Pflanzenfasern), Stärke, Aromen und Nikotin. Der Nikotingehalt pro Beutel kann – je nach Hersteller und Sorte – variieren und bis zu 47,5 mg pro Beutel betragen. In einer Bewertung des deutschen Bundesinstituts für Risikobewertung lag die durchschnittliche Nikotinmenge bei 9,48 mg.

## Verwendung
Die Verwendung ist vergleichbar mit der von klassischem Snus. Ein Nikotinbeutel wird der Dose entnommen und hinter der Oberlippe oder Unterlippe platziert, wo er dann ca. 15–60 Minuten verbleibt, bis die Wirkung vorüber ist. Die Masse im Beutel setzt Aromen und Nikotin frei. Das Nikotin gelangt über die Mundschleimhaut in die Blutbahn und wirkt auf das Belohnungszentrum des Gehirns, was vom Anwender als angenehm empfunden wird. Die Nikotinbeutel sind nicht zum Verzehr bestimmt und dürfen nicht geschluckt werden. Laut einer Erhebung des Bundesinstituts für Risikobewertung (BfR) verwenden etwa zwei Prozent der Bevölkerung in Deutschland regelmäßig tabakfreie Nikotinbeutel, während rund 14 Prozent angeben, diese bereits ausprobiert zu haben.

## Gesundheitsaspekte
Im Vergleich zu tabakhaltigen Nikotinprodukten wie Zigaretten oder Snus enthalten und verbrennen tabakfreie Nikotinbeutel keinen Tabak. Ohne Verbrennung entstehen keine polyzyklischen Kohlenwasserstoffe oder Kohlenmonoxid. Jedoch werden auch für Nikotin verschiedene gesundheitsschädigende Wirkungen diskutiert.
Eine Studie schwedischer Forscher, die tabakfreie Nikotinbeutel mit Snus und Smokeless Tobacco verglich, zeigte, dass die Anflutung von Nikotin im Blut durch die Absorption über die Mundschleimhaut zwar langsamer erfolgt, aber mit der einer Zigarette vergleichbar ist, ohne die entsprechende Gesamtmenge von Nikotin im Blut zu übersteigen.
Aufgrund der Wirkungen des (süchtigmachenden) Nikotins sieht das Bundesinstitut für Risikobewertung gesundheitliche Risiken insbesondere für Kinder, Jugendliche, Nichtraucher, Schwangere und Stillende sowie Personen mit Herz-Kreislauf-Erkrankungen. Für bisherige Nichtraucher und Nicht-Nikotinkonsumenten stelle jede Form des Nikotinkonsums ein gesteigertes Risiko dar. Hingegen könnte der Wechsel von Zigaretten zu tabakfreien Nikotinbeuteln eine Reduktion des gesundheitlichen Risikos für eine rauchende Person darstellen.

## Vermarktung
Tabakfreie Nikotinbeutel werden von den Herstellern (wie Imperial Brands, Altria oder Swedish Match) als Alternative zu Tabakprodukten beworben, die möglicherweise weniger gesundheitsschädlich ist.

## Verbote und Regelungen
Nikotinbeutel werden weltweit unterschiedlich reguliert. Obwohl Nikotinbeutel in der Europäischen Union nicht stark reguliert sind, fallen einige regulatorische Aspekte unter die CLP-Verordnung (EG) 1272/2008 der Europäischen Union.
In Deutschland sind die Nikotinbeutel weder lebensmittelrechtlich noch tabakrechtlich zugelassen.
Seit dem 1. Juni 2024 ist der Erwerb, Besitz, Weitergabe und Konsum von Nikotinbeuteln bis zur Vollendung des 18. Lebensjahres im Land Salzburg verboten.
In den Niederlanden sind Nikotinbeutel verboten.
In Finnland waren Nikotinbeutel bis April 2023 für medizinische Zwecke klassifiziert. Die finnische Arzneimittelbehörde (FIMEA) erklärte, dass Nikotinbeutel nicht als Arzneimittel klassifiziert werden können, es sei denn, sie werden speziell für einen medizinischen Zweck vermarktet oder es kann auf andere Weise nachgewiesen werden, dass sie typischerweise als Arzneimittel verwendet werden.